# West Side Story (film, 1961)
West Side Story är en amerikansk romantisk musikalfilm från 1961 i regi av Robert Wise och Jerome Robbins. Filmen är baserad på Broadwaymusikalen med samma titel från 1957, vilken i sin tur är inspirerad av William Shakespeares pjäs Romeo och Julia. I huvudrollerna ses Natalie Wood, Richard Beymer, Russ Tamblyn, Rita Moreno och George Chakiris. Filmen nominerades till 11 Oscars och vann 10, däribland för bästa film. Filmen placerade sig på andra plats på listan AFI's Greatest Movie Musicals.

## Handling
Filmen följer scenversionens handling tämligen exakt, men med några ändringar:
- Prologen, den dansade öppningssekvensen, förlängdes eftersom filmmediets realism ansågs kräva en längre övergång från vanlig rörelse till dans. Bernstein bidrog med ny musik till sekvensen.
- Flera scenförflyttningar och rörelsesekvenser har skrivits om, för att motverka känslan av stillastående som är naturlig på en scen. Till exempel går Jets under den första dialogscenen först in genom ett staket, sedan in i en gränd, ut på bollplanen igen, och tvärs över till andra sidan gatan; när de i originalet naturligt nog stod på samma plats hela scenen.
- Sångerna America och Tonight har bytt plats, med flyttade och omskrivna dialogpassager emellan.
- Sången America är numera ett gräl mellan Bernardo och Anita, snarare än mellan Rosalia och Anita, där även pojkarna deltar. Sondheim skrev en helt ny text till numret.
- Sångerna Officer Krupke och Cool, har bytt plats, eftersom Robert Wise ville ha ett stigande mått av katastrofkänsla efter knivbråket. Detta ledde i sin tur till uppfinnandet av en ny karaktär för att sjunga den senare: Ice.
- Sången I feel pretty flyttades till ett tidigare skede av samma skäl.
- Balettsekvensen i andra akten, där Tony och Maria föreställer sig att de flyr bort från gängen, ströks efter viss diskussion. Huvudargumentet var att den ansågs vara för svår stilistiskt för en populär film.
- Sången Somewhere, som i originalet sjöngs av en anonym karaktär, är nu en duett mellan Tony och Maria.
- Sångerna One Hand, One Heart och A Boy Like That har kortats av.
- Slutet har ändrats så att gängmedlemmarna går ut åt olika håll, snarare än att bilda en procession, vilket i pjäsen var en koreografisk återblick till balettsekvensen (som filmen alltså inte använder). Chino arresteras av polisen, snarare än att följa efter gängen, vilket är ett exempel på ökad realism i filmens tolkning.
- Dialogen har förkortats och skrivits om på ett antal platser.
- Ett flertal språkförmildringar har gjorts för att undgå filmcensuren, främst sexuella anspelningar har försvunnit. (Ett typexempel är Tonys och Riffs ramsa, som i originalet lyder "Sperm to Worm", och i filmen ändrades till "Birth to Earth".)

Många av dessa ändringar är ständigt föremål för debatt bland musikalens fans, och i synnerhet frågan om nutida scenproduktioner ska anamma dem, eller följa originalet.

## Rollista i urval
- Natalie Wood – Maria Nunez
  - Marni Nixon – Marias sångröst
- Richard Beymer – Tony Wyzek 
  - Jimmy Bryant – Tonys sångröst
- Russ Tamblyn – Riff Lorton
- Rita Moreno – Anita
- George Chakiris – Bernardo "Nardo" Nunez
- Simon Oakland – Lieutenant Schrank
- Ned Glass – Doc
- William Bramley – Officer Krupke
- Tucker Smith – Ice
- Tony Mordente – Action
- David Winters – A-Rab
- Eliot Feld – Baby John
- John Astin (ej krediterad) – Glad Hand
- Penny Santon (ej krediterad) – Madam Lucia

## Om filmen
Filmen hade svensk premiär 27 februari 1962 i 70 mm kopia på biografen Ritz i Stockholm.
Filmen vann tio Oscars, bland annat för bästa film.